# Bumbăta, Vaslui
Bumbăta este un sat în comuna Vetrișoaia din județul Vaslui, Moldova, România. Se află în partea de est a județului, în Lunca Prutului. La recensământul din 2002 avea o populație de 215 locuitori.